# نهائي كوبا ليبرتادوريس 2000
نهائي كأس ليبرتادوريس 2000 هو النهائي الحادي والأربعون من بطولة كأس ليبرتادوريس لتحديد بطل كأس ليبرتادوريس 2000. وخاضها الأرجنتيني بوكا جونيورز والنادي البرازيلي بالميراس. أقيمت مباراة الذهاب في 14 يونيو في ملعب بوكا جونيورز، لا بومبونيرا، في حين أقيمت مباراة الإياب في 21 يونيو في إستاديو دو مورومبي في ساو باولو. فاز بوكا جونيورز باللقب.

## الفرق المتأهلة
| فريق         | نهائيات سابقة (الخط العريض يشير لسنة الفوز) |
| ------------ | ------------------------------------------- |
| بوكا جونيورز | 1963، 1977 ، 1978 ، 1979                    |
| بالميراس     | 1961، 1968، 1999                            |